# Alan Lambert
Alan Lambert ist ein US-amerikanischer Basketballtrainer. Er arbeitete unter anderem bei den deutschen Bundesligisten Langen, Hagen und Tübingen.

## Laufbahn
Lambert spielte von 1976 bis 1978 Basketball an der Western State Colorado University, anschließend von 1978 bis 1981 an der California Polytechnic State University. Er absolvierte in dieser Zeit Studien in den Fächern Geschichte und Sportwissenschaft.
Von 1981 bis 1985 arbeitete Lambert als Dozent im Bereich Sport und Bewegungswissenschaft an der Pennsylvania State University sowie in der Saison 1984/85 als Co-Trainer der Damen-Basketballmannschaft der Hochschule. Von 1985 bis 1989 war er Co-Trainer der Damen-Mannschaft an der Oregon State University.
Er trainierte ab 1989 die Damenmannschaft des TV Langen, 1990 übernahm er das Traineramt bei der Herrenmannschaft der Hessen und führte diese im Spieljahr 1990/91 zum Wiederaufstieg in die Basketball-Bundesliga. In der Saison 1991/92 wurde der Klassenerhalt in der Bundesliga jedoch verfehlt, nach dem Ende der Runde schied Lambert aus dem Amt.
In der Saison 92/93 war er Cheftrainer des Bundesligisten Brandt Hagen und im Folgejahr für den SV 03 Tübingen tätig.
1995 kehrte Lambert in sein Heimatland zurück, ließ sich im Bundesstaat Arizona nieder und gründete die Internetseite „The Basketball Highway“, auf der er Informationen und Lehrinhalte für Trainer anbot. 2002 brachte er das Lehrbuch „Basketball Highway's Playground Pointers: Basic Stuff to Develop Your Game“ heraus. 2010 wurde er aktives Mitglied der gemeinnützigen Vereinigung „BeLikeCoach“, die es sich zur Aufgabe gemacht hat, den wissenschaftlichen Ansatz von Erziehung und Lernen durch Sport zu fördern.